# Carlo Carfagna
Carlo Carfagna (Guarcino, 3 agosto 1940) è un chitarrista, compositore e musicologo italiano.

## Biografia
Intraprese gli studi classici contemporaneamente a quelli musicali, si laureò in Storia della Musica alla Sapienza - Università di Roma con Luigi Ronga e Natalino Sapegno. La sua formazione musicale avviene presso i Conservatori di Roma e Napoli, sotto la guida di Mario Gangi, di cui, successivamente, sarà per lunghi anni collega di cattedra a Santa Cecilia originando la cosiddetta Scuola Romana.
È padre di Antonella e Barbara, giornalista del TG1.

## Carriera
L'attività concertistica lo porta, tra gli anni sessanta e ottanta, ad esibirsi nelle maggiori città italiane, europee ed extraeuropee (Londra, Parigi, Vienna, Bruxelles, Bucarest, Budapest, Amburgo, Copenaghen, Oslo, Il Cairo, Casablanca, Rabat, Tangeri, Tunisi, Addis Abeba, Nairobi, Istanbul, Ankara, Malta, Francoforte, Lubecca, Liegi, Marsiglia, Bordeaux, Avignone, Alessandria d'Egitto, Meknès, Salonicco e molte altre). L'ambito d'elezione nel quale emergono le sue doti artistiche è la musica da camera: sono gli anni dei duo con il flautista Leonardo Angeloni, i violinisti Rodolfo Bonucci e Marcello Canci, l'attrice Ileana Ghione, del Trio di Roma con chitarra insieme a Camillo Grasso, (poi Pietro Romano), Giovanni Antonioni e principalmente del duo con il chitarrista Pasqualino Garzia. In ciascuna di queste formazioni Carfagna si dimostra interlocutore fecondo e stilisticamente coerente, e soprattutto ha il merito di proporre al pubblico un'immagine della chitarra non limitata al solismo, all'epoca preponderante,  ma viva e organicamente inserita nella pratica musicale.
Nel 1991 viene nominato membro dell'Istituto Italiano di Cultura Scienze ed Arti e segnalato per meriti eccezionali dal Senato della Repubblica Italiana (al tempo presieduto da Giovanni Spadolini).
Organologo, è un riconosciuto esperto di strumenti ad arco a livello internazionale, collezionista e perito del Tribunale e della Camera di Commercio di Roma.
Ha fatto parte delle più prestigiose giurie di concorsi chitarristici nazionali (Roma, Ancona, Castellammare di Stabia, Milano, Parma ecc.), ed internazionali (Parigi, Benicasim, Madrid, Belgrado ed altri).
È stato direttore artistico dell'Accademia Nazionale di Musica Contemporanea. 
Ha tenuto numerosi corsi e masterclass in Italia e all'Estero.

## Didattica
Dopo aver insegnato, ventiquattrenne, Lettere nelle Scuole Medie e negli Istituti Superiori, inizia nel 1970 la sua docenza nei Conservatori di Matera e Perugia, con una breve parentesi da professore all'Università La Sapienza di Roma. Dal 1975 diviene titolare della cattedra di Chitarra al Conservatorio di "Santa Cecilia" a Roma e, sotto la sua guida, si formano almeno tre generazioni di professionisti. Si attivò particolarmente per il riconoscimento del diploma di Chitarra nei Conservatori di Musica italiani.
Nel corso degli anni è venuto in contatto con compositori come Valentino Bucchi (del quale è stato insegnante di chitarra), Raffaele Gervasio, Nino Rota, Barbara Giuranna, Mario Zafred, Goffredo Petrassi, Irma Ravinale, Luciano Berio, Roman Vlad e molti altri della generazione successiva.
Dal 1975 e fino al 1990 (anno del pensionamento di Mario Gangi) si venne a creare nel Conservatorio di Roma una situazione particolarmente felice: entrambe le cattedre di Chitarra, infatti, erano affidate a musicisti artisticamente contigui e di grande esperienza didattica. Si configurò così la nascita di una vera e propria scuola chitarristica, detta "Scuola Romana di Santa Cecilia".

## Pubblicazioni

### Trascrizioni e revisioni
Il corpus della produzione di Carfagna come revisore è di gran mole e si dipana lungo tutta la sua carriera; un'elencazione analitica è pertanto disagevole. Ci si limita di seguito a citare i lavori principali.
- Raccolta di musiche per chitarra (AAVV)
- Integrale in tre volumi degli Studi di Fernando Sor (con Mario Gangi)
- Integrale in quattro volumi dell'opera di Francisco Tárrega (con Mario Gangi)
- Le quattro suite per liuto di Johann Sebastian Bach (con Mario Gangi e Giovanni Antonioni)
- Le quattro sonate di Sor
- Numerose opere di Mauro Giuliani tra cui: Op. 48, Op. 83, Op. 51, Op. 100, Le Rossiniane Op. 122, Op. 123, Op. 124, Variazioni Op. postuma
- Suite Barocca per due chitarre di Mario Gangi, collaborazione di Francesco Russo
- Tre canzoni francesi, Edizioni Erom, Roma, 2005 di Dalla Gostena Giovanni Battista

I suoi editori sono stati: Bèrben (Ancona), Ricordi (Milano), Music Inc. (Dallas), Nicolai (Roma), Fratelli Palombi (Roma), Domani Musica (Roma), Erom (Roma), Carisch (Milano), Ut Orpheus (Bologna), Edizioni musicali Curci, (Milano)

### Saggistica
- Profilo storico della chitarra (con Alberto Caprani), Bèrben, Ancona, 1966
- Dizionario Chitarristico Italiano (con Mario Gangi), Bèrben, Ancona, 1968
- Liuteria Classica Italiana, chitarre del XIX e XX secolo (con Giovanni Antonioni), Camerata Musicale Barese, 1985
- Chitarra - Storia e Immagini (con Michele Greci), Fratelli Palombi Editori, Roma, 2000
- Il libretto per musica e Metastasio, Edizioni Erom, Roma, 2005
- Aspetti della Chitarra nell'Ottocento, Edizioni Erom, Roma, 2006
- La storia della chitarra (con Roberto Fabbri e Michele Greci) Carisch, Milano, 2007
- Ha curato insieme a Mario Gangi la voce Chitarra dell'Enciclopedia della Musica per i Fratelli Fabbri Editori
- Numerosissimi sono i saggi e gli articoli su riviste chitarristiche e non (compresi brevi scritti di Storia dell'Arte antica e moderna)
- È autore di un'operina multimediale, Matrona quaedam, musicata da Gian Paolo Chiti
- Mario Castelnuovo-Tedesco nel carteggio con Gangi e Carfagna (1954-1968) (con Del Greco, Marco), Ut Orpheus, Bologna, 2016
- Enciclopedia della chitarra vol. V:Mario Gangi il chitarrista senza confini Edizioni musicali Curci, Milano, 2016

### Composizioni
- Frammento per chitarra (primo premio concorso di composizione AS.CH.IT. 1967) - Bèrben, 1967
- Trittico per chitarra (3 frammenti: degli echi caveosi, del ritorno, della falena) - Bèrben, 1978
- Quattro canti popolari boeri per chitarra (Sarie Marais, Jan Piereweit, Heimwee, Kom dans Klaradyne) - Bèrben, 1983
- Lumina solis per chitarra — in Otto pezzi di autori contemporanei - Ricordi, 1985
- Ritorno a Citera per flauto, chitarra e orchestra d'archi, 16 episodi - Bèrben, 1991
 altra versione per flauto e chitarra - Bèrben, 1991 (alla "nuova maniera" italiana)
- Ecloga per chitarra (in Antologia di notturni e danze, dedicato a Michele Greci) - Bèrben, 1991
- Damar per chitarra (dedicato a Bruno Battisti D'Amario) - Bèrben, 1991
- Il tesoretto per chitarra, raccolta per ragazzi: Canzoncina di Flavia, Chicca, Puffarina, Cadon le foglie, Gemme, Eufonia, Fortunello, La pupa, Confidenze, Le altalene - Bèrben, 1991
- 11 piccoli studi per chitarra (assieme a Mario Gangi), in A scuola di chitarra (corso preparatorio) - Ricordi, 1986
- Aipnos testo e musica per soprano e chitarra (dedicato a Uliano Marchio e Marisa Marchio) - Bèrben, 1991
- Korai per due chitarre (dedicato ad Antonella e Barbara) - Bèrben, 1991
- Janira per chitarra (dedicato a Roberto Fabbri) - Bèrben, 1996
- Astrolabio per chitarra — Domani Musica - Net Art, 2002
- Scene gentili (Découpage vert, Torre al mare, Little player, All'abetaia) per pianoforte, sola mano destra (dedicato a Ada Gentile) - EROM, 2006 - altra versione per chitarra, a cura di Marco Del Greco - EROM, 2007
- Dedicatoria per oboe e chitarra, versioni con pianoforte e per violino (flauto), viola e violoncello (ricordo di Raffaele Gervasio) - EROM, 2007
- Découpages (Découpage gris,La poupée sorcière, Ballet d'Amalthée amoureuse) per chitarra (dedicato a Francesco Taranto) - EROM, 2008
- Dedicatoria Trio a cura di Marco Del Greco, per flauto e violino o a scelta chitarra o pianoforte - EROM, 2009
- Orione (Aurora, Betelgeuse, Imago, Tropico) per chitarra (dedicato a Roberto Fabbri) - Bèrben, 2009
- Traits d'union  (Epitaffio, Gavotta della Piva, Tremolo d'Antan, Bossamba, Tea Room Valzer, Pulsar) - EROM, 2013

Altre musiche per, con o senza chitarra sono inedite o di prossima pubblicazione.

## Discografia
- Duo Garzia-Carfagna (Pull, 1970), long playing
- Carlo Carfagna suona... (Pull, 1971), long playing
- Canti di un prete operaio (Pro Civitate Christiana, 1972), long playing
- Carlo Carfagna suona Falene di Fernando Sulpizi, prefazione di Roman Vlad, (PCC, 1978), long playing
- Mauro Giuliani (suona in duo con Mario Gangi e altri). (Cavalieri, Bari, 1980), long playing

- Duo Marcello Canci-Carlo Carfagna (S.E., 1996), CD
- In Ritratti (Domani Musica, 2002) Fabio Fasano esegue Astrolabio, CD
- In Pablo De La Cruz plays... (GuitArt, 2006) Pablo de la Cruz esegue Astrolabio, CD
- In Percorsi di Stile (Margy Group, 2007) suona Frammento - Altre sue musiche eseguite da: Flavio Tecca, Luigi Picardi, Antonio Muci, Leonardo Gallucci, Marco del Greco, Marco Orfei, Damiano Mercuri, Monica Nicoara, Alessandro Giordani, Roberto Fabbri, Gabriele Giombini, CD
- Lumina solis, Domenico Scaminante suona l'opera completa di Carlo Carfagna fino al 2013 (CD Guitart)

## Riconoscimenti
- Premi ASCHIT in varie occasioni
- Targhe della presidenza dell'Accademia di S. Cecilia
- Coppa della regione Molise, 1976
- Premio Città di Cagliari, 1985
- Premio Città di Fiuggi per la didattica, 2006
- Premio “Carulli” della Città Forio d'Ischia, 2006
- Premio Città di Fiuggi per la composizione, 2009
- Chitarra d'oro per la didattica al Convegno di Alessandria, 2011
- Riconoscimento al Festival "Liuteria in Concerto" EROM Roma, 2009
- Riconoscimento al Festival "I Colori della Musica" Celano, 2013
- Segnalazione per meriti eccezionali dell'Istituto Italiano di Scienza, Cultura e Arte - Roma, 1991
- Segnalazione del Senato della Repubblica Italiana, Roma, 1991
- A lui è intestata l'Associazione Culturale – "Polo Chitarristico Italiano" (Dir. Artistico Mauro Restivo)
- Premio speciale alla carriera, Accademia Etnea della Chitarra, Gravina di Catania, 2013
- Premio Malpensa - Guarcino 2017
- Premio Fiuggi Per l'Editoria musicale per il libro “Mario Gangi” Ed. Curci - Fiuggi 2017